# Regiunea Bacău

Regiunea Bacău în cadrul împărțirii administrative a României 1950-1952

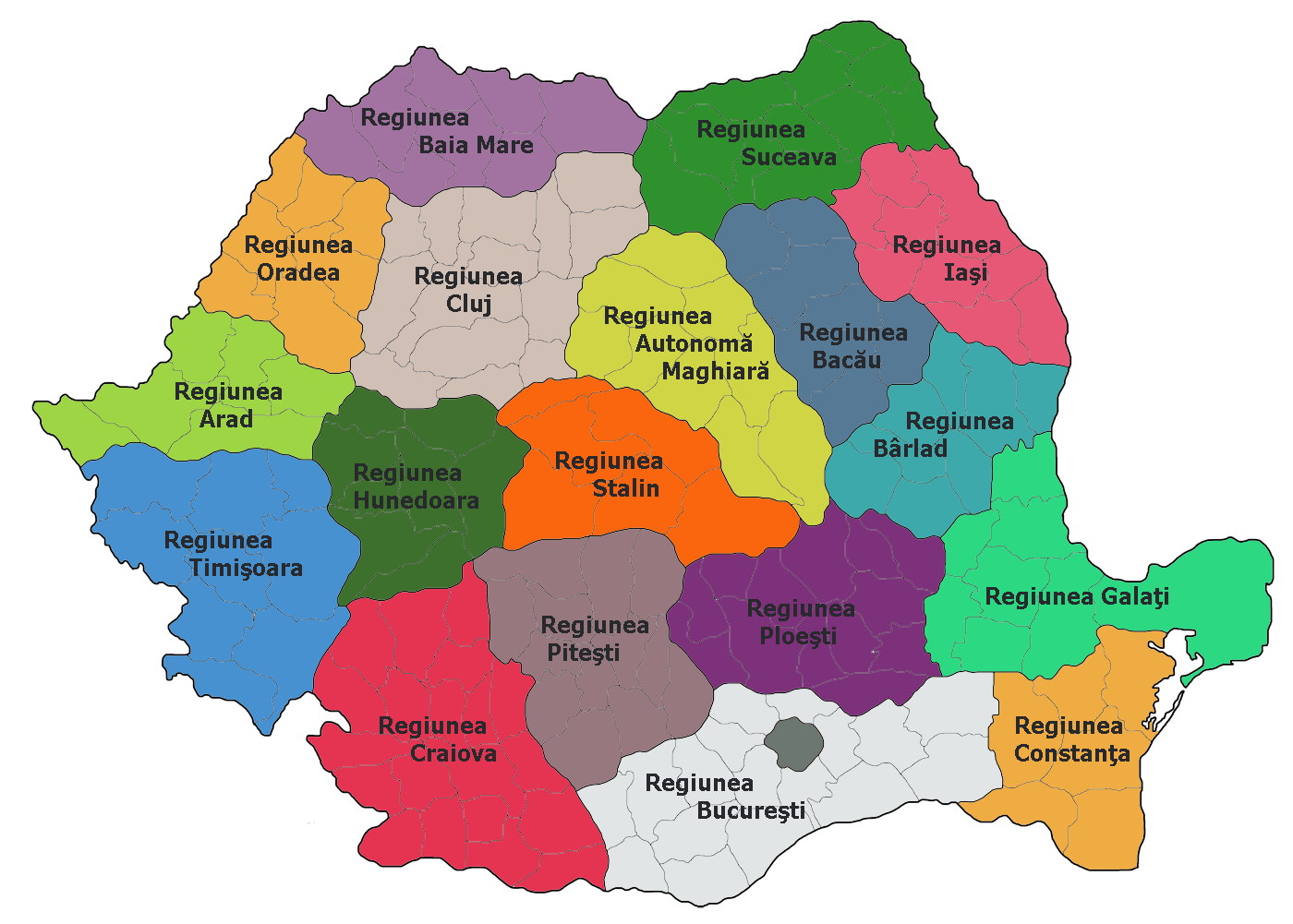
Regiunea Bacău în cadrul împărțirii administrative a României (1953)

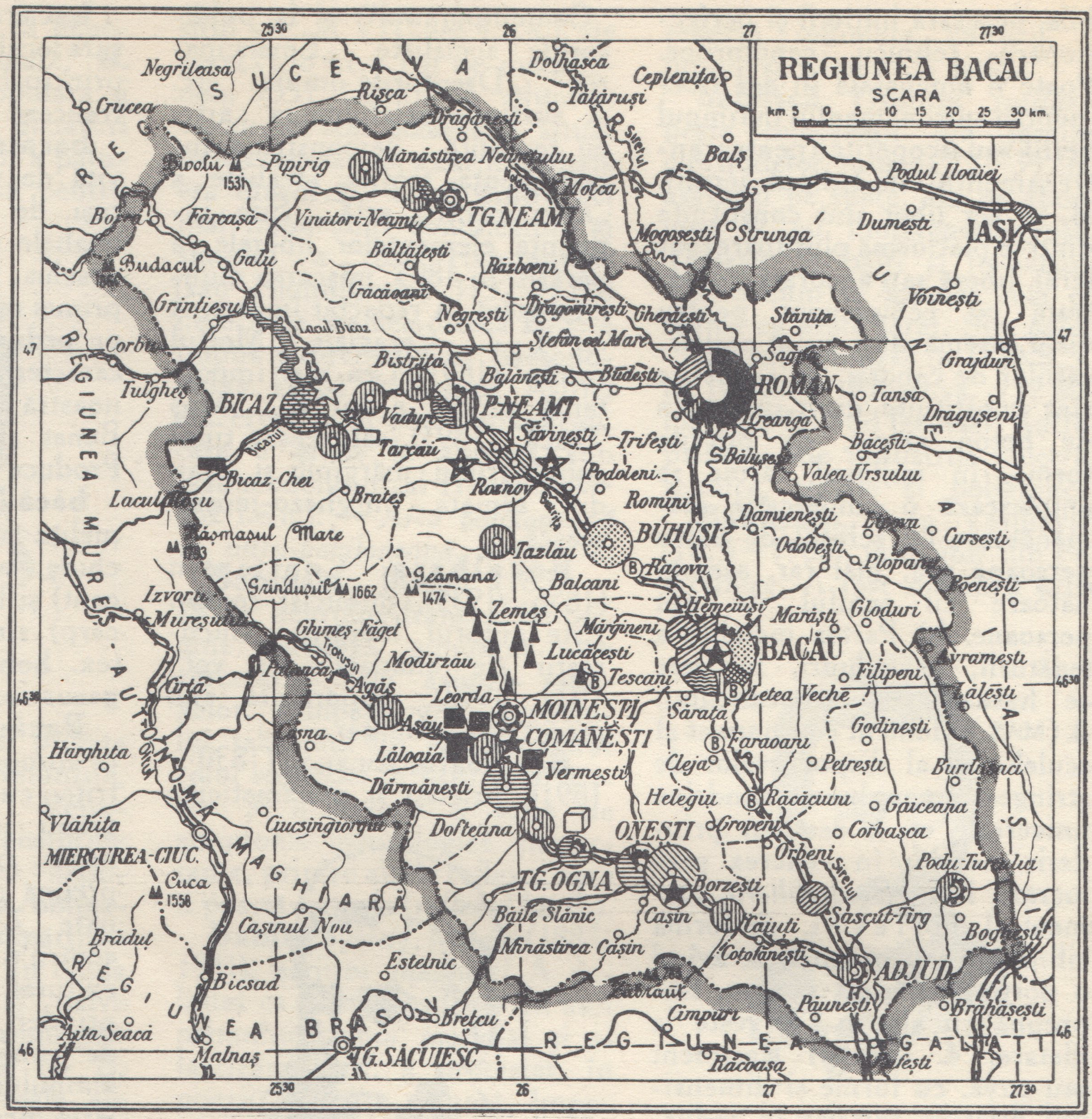
Harta regiunii Bacău (1960-1968)

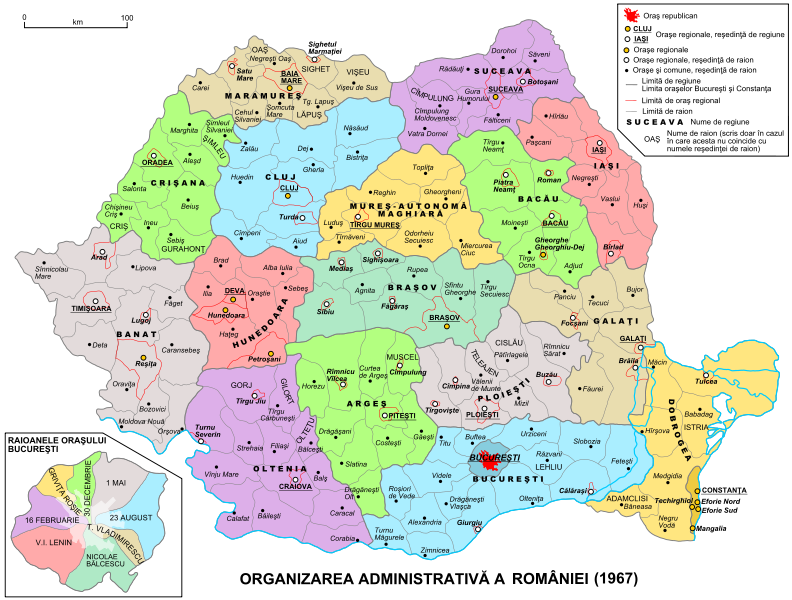
Regiunea Bacău în cadrul împărțirii administrative a României (1960-1968)

Regiunea Bacău a fost o diviziune administrativ-teritorială situată în zona de centru-est a Republicii Populare Române, înființată în anul 1950, când au fost desființate județele (prin Legea nr.5/6 septembrie 1950). Ea a fost reorganizată de mai multe ori și existat până în anul 1968, atunci când regiunile au fost desființate.

## Geografie
Avea o suprafață totală la nivelul anilor 1960 de 13.400 km pătrați. Era împărțită în opt raioane (1960), cu 12 orașe, dintre care patru regionale (Bacău, Piatra Neamț, Roman, Onești). Relieful este constituit dintr-o zonă muntoasă în vest, cuprinzând partea central-estică a Carpaților Orientali (altitudine maximă: 1904 m, vârful Toaca din Masivul Ceahlău); o zonă subcarpatică cu depresiunile Cracău-Bistrița și Tazlău-Cașin; o parte din lunca fertilă a Siretului și din Podișul Bârladului (Colinele Tutovei).

### Vecinii regiunii Bacău
Regiunea Bacău se învecina:
- (1950 - 1952): la est cu regiunile Iași și Bârlad, la sud cu regiunile Putna și Stalin, la vest cu regiunea Mureș, iar la nord cu regiunea Suceava.
- (1952 - 1956): la est cu regiunea Iași, la sud cu regiunea Bârlad, la vest cu Regiunea Autonomă Maghiară, iar la nord cu regiunea Suceava.
- (1956 - 1968): la est cu regiunea Iași, la sud cu regiunea Galați, la vest cu regiunile Mureș-Autonomă Maghiară și Brașov, iar la nord cu regiunea Suceava.

### Raioanele regiunii Bacău
Regiunea Bacău cuprindea următoarele raioane: 
- 1950–1952: Bacău, Buhuși, Moinești, Piatra Neamț, Târgu Neamț, Târgu Ocna.
- 1952–1956: Bacău, Buhuși, Ceahlău, Moinești, Piatra Neamț, Târgu Neamț, Târgu Ocna.
- 1956–1960: Adjud, Bacău, Buhuși, Moinești, Piatra Neamț, Roman, Târgu Neamț, Târgu Ocna, Zeletin (cu centrul la Podu Turcului).
- 1960–1964: Adjud, Bacău, Buhuși, Moinești, Piatra Neamț, Roman, Târgu Neamț, Târgu Ocna.
- 1964–1968: Adjud, Bacău, Moinești, Piatra Neamț, Roman, Târgu Neamț, Târgu Ocna.

## Istoric
Reședința regiunii a fost la Bacău, iar teritoriul său cuprindea o suprafață similară cu cea a actualelor județe Bacău și Neamț. În 1956 regiunea a încorporat raioanele Adjud și Zeletin din regiunea dizolvată Bârlad și raionul Roman din regiunea Iași. În 1960 raionul Zeletin a fost dizolvat, cele mai multe comune componente trecând la raionul Adjud, iar în 1964 raionul Buhuși a fost dizolvat, toate comunele sale fiind incluse în raioanele Bacău și Piatra Neamț.
În anul 1961 avea o populație de 1.072.310 locuitori. Prin procesul de industrializare a devenit o regiune cu o economie dezvoltată, prin construirea unor mari obiective industriale. Principalele ramuri industriale sunt: industria energetică, metalurgică, chimică, exploatării și prelucrării lemnului, textilă, alimentară, a celulozei și hârtiei, materialelor de construcții. Au intrat în funcțiune rafinăriile Dărmănești și Onești, Fabrica de țevi Roman, Uzina de fire și fibre sintetice Săvinești, termocentralele de la Comănești și Borzești, Fabrica de ciment Bicaz, Combinatul forestier Vaduri, fabrica de cărămizi și prefabricate Roman, Întreprinderea regională de industrializare a cărnii Bacău. În anul 1960 a intrat parțial în funcțiune Hidrocentrala „V. I. Lenin” Bicaz, Combinatul chimic Borzești, iar din 1961 o secție de fenol și una de acetonă de la Combinatul de cauciuc sintetic și produse petrochimice Onești. La acel moment se afla în construcție Combinatul de îngrășăminte azotoase Roznov, C.P.L. Comănești, etc.
În economia țării, regiunea avea în anul 1961 o pondere însemnată în producția de energie electrică (14,7 %), țevilor de oțel (68,4 %), celuloză (47,4 %) și hârtie (36,6 %), țesături și fire de lână (28,9 % și respectiv 21,2 %), zahăr (18,4 %), etc. În producția globală a regiunii agricultura ocupă un rol secundar (pe circa 29 % din suprafața totală). Se cultivau cereale, sfeclă de zahăr, cartofi și se creșteau animale pentru lapte. Viile și livezile ocupau suprafețe restrânse.